# Aranyosapáti
Aranyosapáti (vyslovováno [araňošapáti]) je velká vesnice v Maďarsku v župě Szabolcs-Szatmár-Bereg, spadající pod okres Vásárosnamény. Vznikla v roce 1950 sloučením dvou obcí Révaranyos a Kopócsapáti. Nachází se asi 7 km severozápadně od Vásárosnamény. V roce 2015 zde žilo 2 047 obyvatel, jež dle údajů z roku 2001 tvořili 87 % Maďaři a 13 % Romové.
Vesnice leží u řeky Tiszy, přes kterou zde ale není most, což značně stěžuje komunikaci s obcí Tiszaadony na druhé straně řeky, nejbližší most je ve městě Vásárosnamény. Sousedními vesnicemi jsou Gyüre, Lövőpetri, Nyírlövő, Tiszaadony a Újkenéz.